# Anneliese Brost

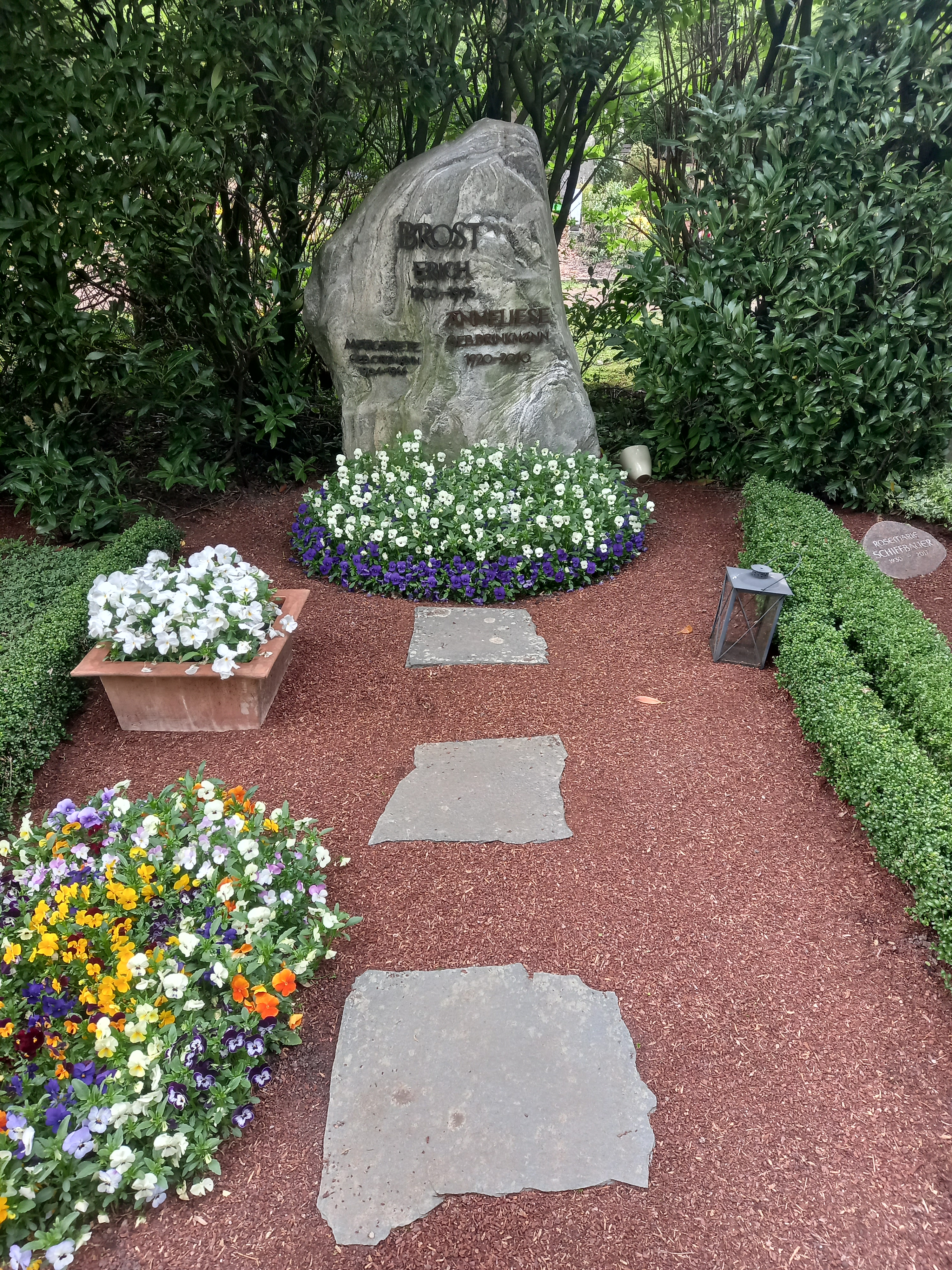
Das Grab von Anneliese Brost und ihrem Ehemann Erich auf dem Friedhof Bredeney in Essen

Anneliese Brost (geboren als Anneliese Brinkmann; * 4. September 1920 in Bochum; † 8. September 2010 in Essen) war eine deutsche Verlegerin, Gesellschafterin der WAZ-Mediengruppe, Milliardärin und Mäzenin.

## Leben
Anneliese Brost hatte Betriebswirtschaft studieren wollen, doch im Jahr 1938 verwehrten ihr die Nationalsozialisten einen Studienplatz. Das Hitler-Regime stellte der sozialdemokratischen Familie nach, die SA verbrannte ihre Bibliothek auf dem Marktplatz. Mit ihrer Mutter, einer engagierten Frauenrechtlerin und Bekannten von Marie Juchacz, der Begründerin der Arbeiterwohlfahrt, musste sie sich immer wieder bei Freunden verstecken. Ihr Großvater vermittelte ihr schließlich die Stelle als Sekretärin bei der Westfälischen Rundschau.
Anneliese Brost gehörte zum Gründungsteam der Westdeutschen Allgemeinen Zeitung. Als Sekretärin der Westfälischen Rundschau lernte sie im Jahr 1946 Erich Brost, damals erster Chefredakteur der Neuen Rhein/Ruhr Zeitung in Essen, kennen und wurde ein Jahr später seine Assistentin, als Brost mit der Westdeutschen Allgemeinen Zeitung ein „politisch unabhängiges Blatt für das Ruhrgebiet“ gründete.
Erich Brosts erste Frau verstarb 1966. Im Jahr 1975 heiratete Anneliese Brinkmann den 18 Jahre älteren Erich Brost und übernahm nach dessen Tod im Jahr 1995 seine Aufgaben. 1985 hatte das Ehepaar den Geschäftsführer ihres Unternehmens, Erich Schumann, adoptiert. Der Sohn von Erich Brost, Martin Brost, war 1978 ausbezahlt worden.
Anneliese Brost verfügte über 30 % der Unternehmensanteile, Erich Schumann hielt bis zu seinem Tod über 20 %. Nach Schumanns Tod im Januar 2007 fielen die Anteile an die Enkel von Erich Brost. Das Vermögen von Anneliese Brost wurde 2007 auf 1,3 Milliarden Euro geschätzt, womit sie auf Rang 47 der Liste der reichsten Deutschen lag.
Sie galt als soziales Gewissen des Unternehmens und als engagierte Sozialdemokratin.

## Brost-Stiftungen
Anneliese Brost förderte zahlreiche soziale und kulturelle Projekte. 1997 wurde die „Erich und Anneliese Brost-Stiftung“ zur Förderung der Städtischen Kinderheime „Funke Stiftung“ und „Haus Hoheneck“ in Essen gegründet. Im März 2002 gründete sie die Anneliese Brost-Stiftung, die insbesondere die Jugend- und Altenhilfe sowie die Kunst und Kultur in Essen und im Ruhrgebiet fördert. In dem durch die Stiftung geförderten Seniorenwohnheim „Anneliese-Brost-Zentrum“ wurden Wohnungen mit entsprechenden Gemeinschaftsräumen für ältere Menschen geschaffen. Das Zentrum war ein Schwerpunkt ihrer Sozialarbeit. Beide Stiftungen wurden 2008 zu einer verschmolzen.
Darüber hinaus werden mit Mitteln der „Anneliese-Brost-Stiftung“ Initiativen der Friedrich-Ebert-Stiftung unterstützt, die der Völkerverständigung und der Friedenssicherung dienen. Insbesondere die deutsch-polnische Versöhnung war ein Anliegen von Anneliese Brost, was sich unter anderem in Begegnungsprogrammen für junge Deutsche und Polen zeigt.

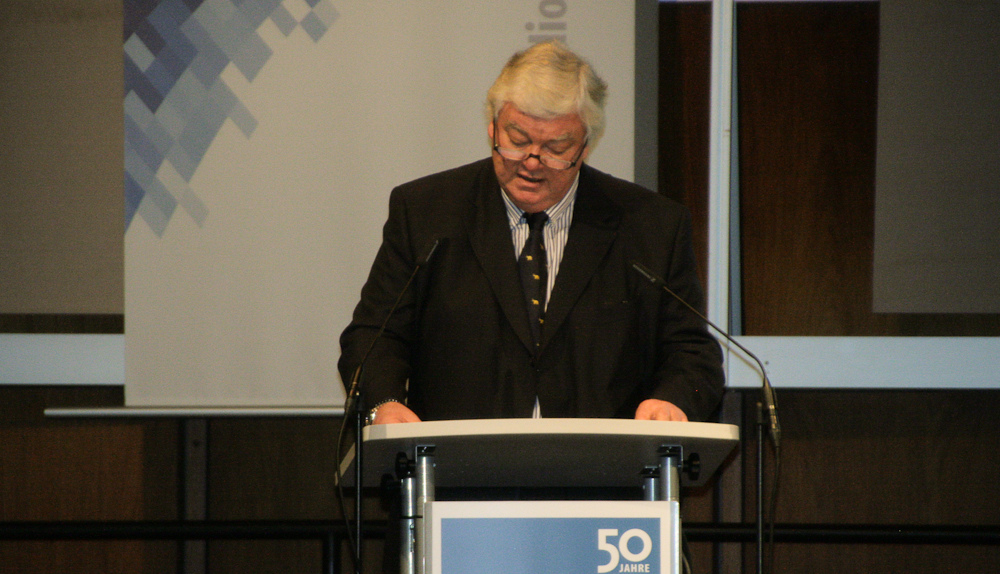
Bodo Hombach, Vorstandsvorsitzender der Brost-Stiftung

In Erfüllung des testamentarischen Willens von Anneliese Brost wurde im Jahre 2011 zusätzlich die Brost-Stiftung in Essen gegründet. Als Initiativstiftung unterstützt sie in den Bereichen Seniorenhilfe, Jugendarbeit, Kunst und Kultur sowie publizistische Verantwortung selbst entwickelte Projekte, die zeigen, wie gemeinsame Selbsthilfe Probleme lösen kann. 2014 leistete sie die Anschubfinanzierung für das gemeinnützige Recherchezentrum Correctiv.
Im kulturellen Bereich profitierten unter anderem Theater, Philharmonie und das Museum Folkwang von Anneliese Brosts Unterstützung. Im „Freundeskreis Theater und Philharmonie Essen e. V.“ war sie seit Gründung des Vereins im Jahr 1985 Mitglied des Kuratoriums. Anneliese Brost unterstützte auch Roberto Ciullis Theater an der Ruhr und den Deutschen Tanzpreis.
Daneben finanzierte sie den Bau des Erich-Brost-Saals auf der Kohlenwäsche der Zeche Zollverein. Der nach Anneliese Brosts verstorbenem Mann benannte Pavillon bietet aus 38 Metern Höhe einen Überblick über Essen und Umgebung.
Zum Andenken an ihren verstorbenen Mann bzw. Adoptivvater stifteten Anneliese Brost und Erich Schumann zudem die Erich Brost University Lecturership am Institute of European and Comparative Law der Universität Oxford (zuerst besetzt 1997–2002; neu besetzt 2007). Erich Brost, Sozialdemokrat und politischer Redakteur der Danziger Volksstimme, musste 1936 vor den Nationalsozialisten fliehen. Er hielt sich ab 1943 bis Kriegsende in England auf, wo er für die BBC tätig war.

## Erich-Brost-Institut
Ein weiterer Schwerpunkt des Engagements von Anneliese Brost war die Förderung des Journalisten-Nachwuchses an der Technischen Universität Dortmund. Noch zu seinen Lebzeiten hatte Erich Brost im Jahr 1991 das „Erich-Brost-Institut“ gegründet. Aus dieser Stiftung entstand das Erich-Brost-Institut für Journalismus in Europa mit Sitz in Dortmund, welches der internationalen Aus- und Fortbildung von Journalisten verpflichtet ist und sich der Forschung zu Fragen des internationalen Journalismus widmet.
Die Erben Brosts, seine Witwe Anneliese und ihr Adoptivsohn Erich Schumann, führten die Erich-Brost-Stiftung nach Brosts Tod weiter. Im Sommer 2002 übergaben sie mit dem Wissenschaftszentrum Erich-Brost-Haus einen eigenen Institutsbau auf dem Campus Nord an die Universität Dortmund (seit November 2007: Technische Universität). Hier finden die Lehrangebote des Bereichs „Internationaler Journalismus“ des Instituts für Journalistik statt. Das Gebäude ist als eigenständig funktionale Einheit speziell für die Arbeit internationaler Wissenschaftlergruppen mit dem Schwerpunkt Journalismus entwickelt worden. Es verfügt über entsprechende Arbeits-, Redaktions-, Archiv- und Technikräume, einen großen Konferenzsaal mit Einrichtungen für Simultandolmetscher, eine eigene Bibliothek sowie einen Gebäudeflügel mit Arbeitsplätzen für Promotionsgruppen. Ebenfalls vorhanden sind Apartments für Gastwissenschaftler.
Im Dezember 2004 schenkten Anneliese Brost und Erich Schumann ihre Anteile an der Stiftungsgesellschaft und damit die gesamte Stiftung einschließlich des neu errichteten Institutsgebäudes der damaligen Universität Dortmund. Es handelt sich um eine der größten Schenkungen, die die Universität je erhalten hat.
Brosts Aktivitäten zur Förderung der Journalistik an der Universität Dortmund schlossen auch die Errichtung einer Stiftungsprofessur (C 4) für Internationalen Journalismus mit dem Schwerpunkt Europa für einen Zeitraum von fünf Jahren ein, die im Winter 1998/99 erstmals besetzt wurde. Es war die erste Universitätsprofessur für internationalen Journalismus in Deutschland. Eine Folgebesetzung durch die Universität unterblieb ohne Angabe von Gründen bis zum Wintersemester 2007/2008. Seit April 2008 liegt die wissenschaftliche Leitung und Geschäftsführung in Händen von Susanne Fengler. Sie ist damit auch Leiterin des Erich-Brost-Instituts.

## Auszeichnungen
Im Jahr 2004 wurde Anneliese Brost für ihre unternehmerischen Leistungen und als Förderin wichtiger gesellschaftlicher Bereiche mit dem Staatspreis des Landes Nordrhein-Westfalen ausgezeichnet. 2005 erhielt sie die Ehrenbürgerschaft der Technischen Universität Dortmund.
Im Jahr 2008 wurde sie mit dem Bundesverdienstkreuz I. Klasse geehrt. Die Ordensbegründung würdigte Anneliese Brost unter anderem als „eine der bedeutendsten Persönlichkeiten der deutschen Medienlandschaft“. Auf Wunsch von Anneliese Brost fand die Ehrung im kleinen Rahmen in Düsseldorf statt.